# Congrégation de la Fraternité Sacerdotale
Ne doit pas être confondu avec Fraternité sacerdotale Saint-Pie-X ou Fraternité sacerdotale Saint-Pierre.
La congrégation de la Fraternité Sacerdotale (en latin : Congregatio a Fraternitate Sacerdotali) est une congrégation cléricale de droit pontifical dont le but est l'aide aux prêtres et l'adoration du Saint Sacrement. 

## Historique
La congrégation est fondée le 17 février 1901 par Eugène Prévost (1860 - 1946) prêtre canadien membre de la congrégation du Très-Saint Sacrement ; souhaitant accorder une attention particulière à l'assistance aux prêtres âgés ou malades, il quitte son institut et avec le soutien du pape Léon XIII, décide de former une nouvelle famille religieuse. Le 8 septembre 1901, il ouvre la première maison à Paris qui est cachée par un hôtel pour contourner les lois anti-congrégations françaises. À l'invitation du pape Pie X, une maison est également ouverte à Rome. La fraternité sacerdotale est reconnue de droit diocésain le 8 décembre 1936 par le cardinal Verdier, archevêque de Paris et reçoit le décret de louange du pape Pie XII le 29 mai 1951. 

## Activités et diffusion
Le but de l'institut est l'aide aux prêtres, aide matérielle par des soins aux prêtres malades ou âgés et aide spirituelle par la prière, en particulier par l'adoration du Saint  Sacrement exposé. Ils sont présents au Canada et en Colombie. La maison-mère se trouve à Montréal.
Au 31 décembre 2005, la congrégation comptait 4 maisons et 49 religieux dont 23 prêtres.